# Торо, Хорхе
Хо́рхе Луи́с То́ро Са́нчес  (исп. Jorge Luis Toro Sánchez; 10 января 1939, Сантьяго — 16 февраля 2024, Эль-Киско, Вальпараисо) — чилийский футболист полузащитник. Выступал за сборную Чили, а также ряд чилийских и итальянских клубов. Участник чемпионата мира 1962 года в Чили. Забил на чемпионате второй гол в матче Чили — Италия 2:0, известном как Битва при Сантьяго. Бронзовый призёр турнира. Капитан сборной.